# 永田良吉
永田 良吉（ながた りょうきち、1886年（明治19年）9月14日 - 1971年（昭和46年）5月11日）は、日本の政治家。衆議院議員、旧・鹿屋市長（第2・6・7代）。
鹿児島県肝属郡大姶良村西俣（現・鹿屋市永野田町）出身。大姶良村会議員、大姶良村長、鹿児島県議会議員を経て、衆議院議員、鹿屋市長を歴任した。通称・飛行機代議士・請願代議士。現在の海上自衛隊鹿屋航空基地を始め、高隈ダムや星塚敬愛園を鹿屋市へ誘致した人物である。

## 経歴

### 生い立ち
1886年9月14日の午前9時に、永田助太郎の三男、3人兄弟の末っ子として誕生。永田家は西俣の大地主であったが、士族ではなく平民の身分であった。
1893年、西俣簡易小学校へ入学するが、同年中に南小学校に統合され、永野田の者は鹿屋村の田崎尋常小学校へ転校することになった。ところが永野田で赤痢が流行し、田崎小学校の関係者が感染拡大を嫌ったため、姶良村（後の吾平町）の吾平尋常小学校へ再転校した。卒業後は鹿屋農学校（現在の鹿屋農業高校）を経て、3年次に県立加治木中学校（現在の加治木高校）へ転校し、1906年3月に5番目の成績で卒業する。
1906年4月からは南尋常小学校で8か月ほど代用教員を務め、一年志願兵制度を用いて兵役に従事する。1908年11月に姶良村士族、朝倉岩登の四女、鶴松（ツルマツ）と結婚。1909年からは吾平尋常小学校の代用教員を3年間務めた。

### 大姶良村長・村議員時代
1913年に大姶良村会議員に初当選。1916年に大姶良村助役にも就任し、1917年8月13日に31歳で大姶良村長に就任した。
村長時代には、当時の村の様子や方向性を書き記した『村是』を定め、情報伝達の手段として広報誌『時報』を発行した。『村是』の結論は「村の将来を左右するのは養蚕業の発展」であった。なお、『村是』は肝属郡（17町村）では他に田代村（現在は錦江町の一部）しか定めていない。

### 県議会議員時代
1919年9月25日の県議会選挙にて肝属郡選挙区（定数4）から出馬し2位で初当選。4年後にはトップで再選される。1924年第15回衆議院議員総選挙出馬のため辞職するも落選。借金苦により母・シオがこの年の6月7日以来、3度の自殺未遂を図っている。3年の浪人生活を経て1927年9月に県議選に出馬、無投票で当選した。
村長時代から引き続き養蚕業振興を訴え、その結果、1924年に大姶良に養蚕試験場が建設された。1928年には取引価格の安定を目的として、鹿屋町の寿明院（現在の寿）に乾繭倉庫が設立された。同時期にはカネボウの子会社、昭和産業を笠野原台地に誘致した。昭和産業は、桑畑から生糸生産まで笠野原で一貫生産し輸出するシステムを構築し、画期的だとして遠くはアメリカからも視察があった。しかし、1929年以降の世界恐慌や、化学繊維の台頭により、養蚕業は衰退の道をたどることとなった。
肝属郡（鹿屋）への旧制中学校設置運動も展開した。1923年に県立鹿屋中学校が開校。これは現在の鹿屋高校である。
県議時代より大隅半島への国有鉄道敷設を推進している。衆議院議員となった後にこれが採択されるものの全く進展せず、敷設運動は、当時私鉄の軽便鉄道として存在していた大隅鉄道の国有化運動へと変遷した。その結果、1935年6月1日に大隅鉄道は国有化（鉄道省へ移管）され、1938年には志布志（現在の志布志市志布志町）から鹿屋までが一本のレールとして繋がり、古江線となった。なお、古江線は1972年に国分（現在の霧島市）まで延伸し大隅線と改称されたものの、1987年に全線廃止された。

### 衆議院議員として
1928年の第16回総選挙（初の男子普通選挙）にて鹿児島県第3区（定数3の中選挙区制）から出馬し初当選。以来、1945年の公職追放まで計6回の当選を果たす。
1951年6月に公職追放は解除。翌1952年、第25回総選挙にて鹿児島県第3区から衆議院議員への復帰を果たす。1953年の「バカヤロー解散」後の第26回総選挙にも再選されたが、1955年の「天の声解散」後の第27回総選挙では自由党への逆風のあおりを受け落選する。

### 鹿屋市長として
1943年11月に衆議院議員と兼任するかたちで鹿屋市長に就任。1945年の終戦後、最初のアメリカ軍進駐地として厚木と鹿屋が選定され、鹿屋側の代表としてアメリカ軍と折衝にあたった。
1945年9月3日、鹿屋航空基地にて占領地域の範囲について交渉する。この際に永田が「神風特攻隊崩れが高隈山に二千人やら三千人はいる」と脅しをかけ、その後の交渉を優位に持ち込んでいる。その翌日（9月4日）に金浜海岸（鹿屋市野里、現在は同高須町）から進駐軍が上陸した。国内各地の進駐地では進駐軍による凶悪事件が相次いだが、鹿屋では窃盗程度で済んだとされている。公職追放により1946年10月15日に市長を辞職。
1955年の衆議院選挙落選後、永田は浪人状態であったが、翌1956年10月の鹿屋市長選に出馬、1万4,710票を集め当選した。
1期目には、科学航空博覧会（1958年3月20日-4月30日までの42日間）を鹿屋航空基地内で開催。記念行事として鹿屋市今坂町に特攻隊の慰霊碑を建立した。博覧会では300万円の赤字を計上している。また、衆議院議員時代からの「高隈ダム」建設、笠野原台地の畑地灌漑（畑かん）運動も進めていった。同運動では集落を二分する騒動となったが、1962年に一応の決着がつき、1982年に工事が完了した。

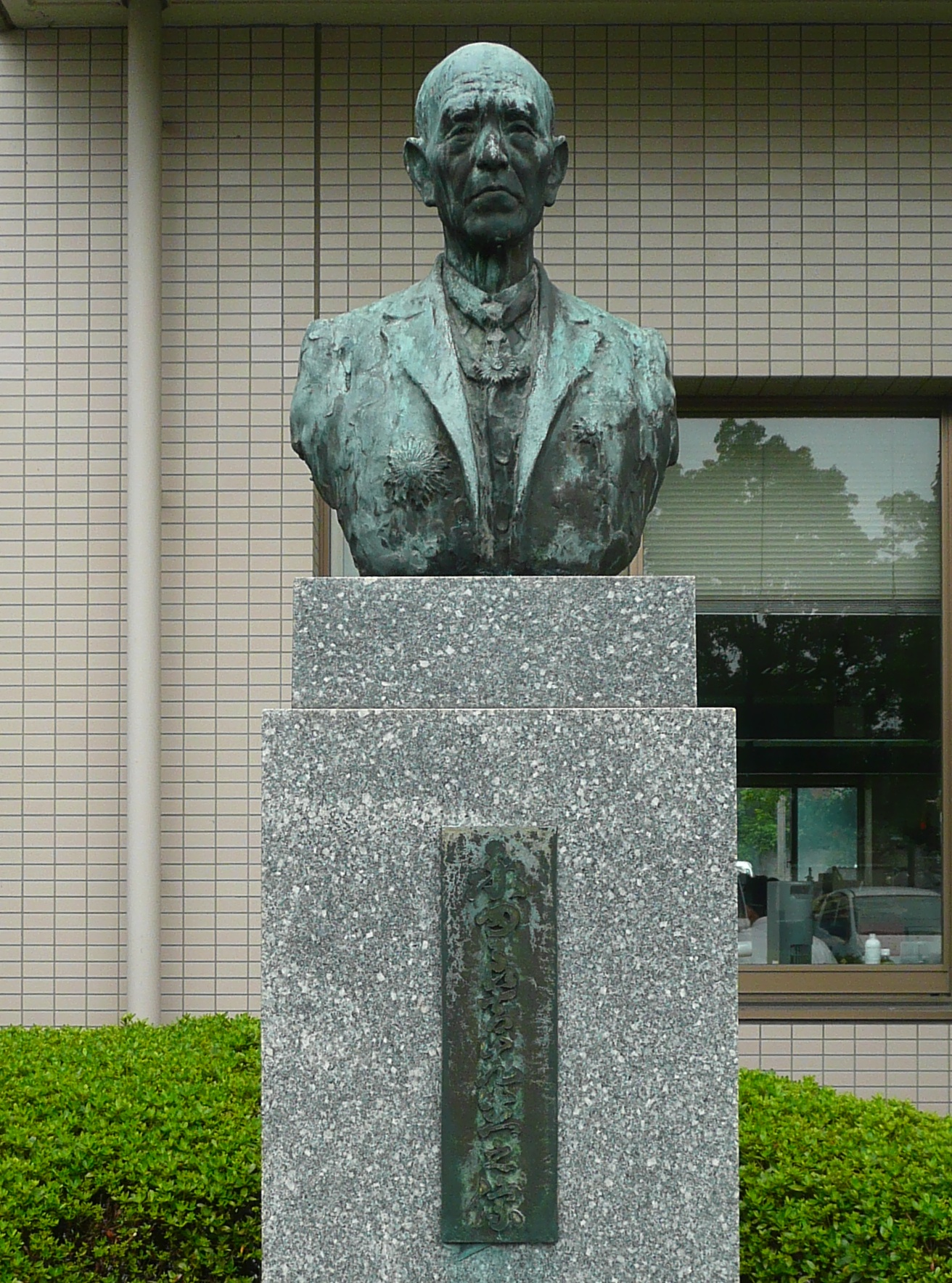
鹿屋市役所前の胸像

ベテランの域に達していた永田ではあったが、2期目ではいわゆる「老害」ぶりが顕著となる。すなわち、永田の答弁によって議論が有耶無耶となり、日本社会党からは不信任案が提出されるほどであった。こうしたことから1964年の選挙への出馬は周囲が断念させ、78歳をもって政界から引退した。引退直後に鹿屋市初の名誉市民に選出され、1967年には市役所前に胸像が建立された。

### 死去
1964年の引退後は隠居状態であった。1971年5月11日午前7時、鹿屋市永野田町の自宅にて死去。翌12日に自宅にて葬儀が行われ、14日には池ノ上公園（現在の鹿屋中央公園）の体育館にて市葬が執り行われた。

## 飛行機代議士として
村議会議員時代の1917年、鹿児島市の天保山にて鹿児島新聞（南日本新聞の前身）により開催された飛行会を観覧する。このときに「これからの戦争は飛行機が勝敗を決める」と直感したことが、後に飛行機代議士（ヒコーキ代議士）と呼ばれるきっかけとなった。
1922年8月に鹿屋町の笠野原に民営飛行場が完成。しかし、最初に飛行機が飛来したのはそれから3年後の1925年2月17日であった。衆議院議員となった後も航空隊の誘致運動を継続し、1936年4月の鹿屋海軍航空隊開隊に至った。
1931年には航空問題について当時の濱口雄幸首相と討論している。このときに永田は「これからの戦争は飛行機が中心、今のうちに航空力を整備して制空権を獲得しておくべき」と主張したが、当時の首脳陣・軍部からは全く相手にされなかった。1930年代当時の日本において、同様の主張は極めて少数派（他には山本五十六がいる）であり、アメリカの圧倒的な航空力に屈した戦後になって、ようやく受け入れられることとなる。

## 関連書籍
- 永田良吉伝刊行同志会編集部『永田良吉伝』1961年。
- 大場昇『評伝 永田良吉 - 最後の井戸塀政治家』南日本新聞開発センター、2010年 ISBN 978-4-86074-158-7
  - 当項目の参考文献。